# Zacharie de Lisieux
Zacharie de Lisieux, de son nom de naissance Ange Lambert, né à Lisieux le 29 mars 1596 et mort à Évreux le 10 novembre 1661, est un religieux français, auteur d'ouvrages satiriques contre les jansénistes.

## Biographie
Né dans une famille distinguée de Normandie, Ange Lambert préfère toutefois la vie austère à la vie aisée qui lui est réservée. Il embrasse la règle de Saint-François et entre dans l'ordre des capucins, prêche devant Louis XIII et dans plusieurs grandes villes de France. Il part ensuite en mission pendant vingt ans en Angleterre.
Zacharie de Lisieux a écrit en français et en latin sous le nom latinisé Zacharias Lexoviensis, utilisant tantôt son nom en religion, tantôt les pseudonymes de Pierre Firmian (Petrus Firmianus), de Louis Fontaines ou Louys Fontaines, sieur de Saint Marcel. Son ouvrage le plus connu, la Relation du pays de Jansénie, publié en 1660 sous le nom de Louis Fontaine, et qui contient une Carte du Pays de Jansénie, a connu plusieurs rééditions.

## Œuvres
- La Philosophie chrestienne, ou Persuasions puissantes au mespris de la vie, par le P. Zacharie de Lyzieux, prédicateur capucin, Paris, veuve de Nicolas Buon, 1637 ; réédition en 1644.
- De la Monarchie du Verbe incarné, ou de l'Immense pouvoir du plus grand des Roys, des hautes maximes politiques et du merveilleux ordre qu'il observe dans le gouvernement de son Estat, par le R. P. Zacharie de Lyzieux, prédicateur capucin, Paris, veuve de Nicolas Buon, 1639 En ligne sur Gallica ; réédition en 1642.
- Somnia Sapientis, Petro Firmiano authore, Paris, veuve de Denis Thierry, 1659 ; traduction française : Les Songes du Sage, de P. Firmian. Traduits par le P. Antoine de Paris, prédicateur capucin, Paris, veuve de Denis Thierry, 1664.
- Relation du pays de Jansénie, où il est traitté des singularitez qui s'y trouvent, des coustumes, mœurs et religion de ses habitans. Par Louys Fontaines, sieur de Saint Marcel, Paris, veuve de Denis Thierry, 1660 En ligne sur Gallica. L'édition de 1688, revue et augmentée par les jésuites, porte le titre L'Anti-phantome du jansénisme, ou la Nouvelle description du païs de Jansénie avec ses confins, la Calvinie, la Libertinie, la Désespérie et la mer Prolyse ou Mer de Présomption, le tout représenté dans une carte générale de ces quatre provinces avec son explication, où il est traitté des singularitez qui s'y trouvent, des coutumes, mœurs et de la religion des habitans En ligne sur Gallica.
- Tota Pauli scientia, Christus patiens, contemplationis christianae novum opus et ad gustum concionum. Accessit Sylva sacrorum, varii argumenti multiplicem theologiam continens, authore Patre Zacharia Lexoviensi, Paris, veuve de Denis Thierry, 1662.
- Gyges Gallus, Petro Firmiano authore, Paris, veuve de Denis Thierry, 1659 ; traduction française : Le Gyges gallus de P. Firmian, traduit par le P. Antoine de Paris, Paris, veuve de Denis Thierry, 1663.